# Bayside (Queens)
Pour les articles homonymes, voir Bayside.
Bayside est un quartier de New York situé dans l'arrondissement du Queens. Il est délimité par Whitestone  au nord-ouest, le Long Island Sound et Little Neck Bay au nord-est, Douglaston à l'est, Oakland Gardens au sud et Fresh Meadows à l'ouest. CNN Money a classé Bayside comme l'un des marchés immobiliers les plus chers au niveau national en analysant des maisons individuelles comparables dans l'ensemble des États-Unis.. En dépit de son important parc immobilier composé de maisons individuelles, il se classe au niveau national à un niveau élevé de densité de population,,.

## Histoire
La première occurrence écrite connue du nom « Bayside » se trouve dans un acte daté de 1798, sous le nom de « Bay Side ». Au cours du XIXe siècle, Bayside était principalement une terre agricole, où les riches habitants de Manhattan se rendaient pour un séjour à la campagne. Dans les années 1920 et 1930, il y avait plusieurs studios de cinéma à Astoria, et de nombreuses stars de cinéma vivaient à Bayside, certaines dans des maisons cossues. Après la fin de la Seconde Guerre mondiale, le développement résidentiel de Bayside a connu un essor spectaculaire, notamment en raison de sa gare (en) sur la branche de Port Washington (en) de la Long Island Railroad, qui permettait aux voyageurs de prendre un seul train pour se rendre directement à Manhattan.
Bayside est situé dans le Queens Community District 11 (en) et ses codes postaux sont 11360, 11361 et 11364. Il est patrouillé par le 111e arrondissement de la police de New York. Politiquement, Bayside est représenté par les 19e, 20e et 23e arrondissements du conseil municipal de New York.

## Liens Externes
- Ressource relative à la musique :   - MusicBrainz
- Notices d'autorité :   - VIAF
  - LCCN
  - Israël
  - WorldCat